# スポットライト (PENGUIN RESEARCHの曲)
「スポットライト」は、日本のバンドPENGUIN RESEARCHの2作目のシングル。2016年6月8日にSME Recordsから発売された。

## 概要
前作「ジョーカーに宜しく」より約5ヶ月ぶりのシングル。
表題曲はテレビアニメ『マギ シンドバッドの冒険』オープニングテーマとして使用された。

## 収録曲
| 全作詞・作曲: 堀江晶太、全編曲: 堀江晶太、PENGUIN RESEARCH。 |                                                                               |          |            |      |
| #                                                            | タイトル                                                                      | 作詞     | 作曲・編曲 | 時間 |
| 1.                                                           | 「スポットライト」(テレビアニメ『マギ シンドバッドの冒険』オープニングテーマ) | 堀江晶太 | 堀江晶太   | 3:42 |
| 2.                                                           | 「boyhood」                                                                   | 堀江晶太 | 堀江晶太   | 3:53 |
| 3.                                                           | 「八月の流星」                                                                | 堀江晶太 | 堀江晶太   | 4:12 |
| 4.                                                           | 「スポットライト」(- instrumental -)                                          | 堀江晶太 | 堀江晶太   | 3:40 |
| 合計時間:                                                    | 合計時間:                                                                     | 15:27    |            |      |

| #         | タイトル                                                    | 作詞 | 作曲・編曲 | 時間 |
| --------- | ----------------------------------------------------------- | ---- | ---------- | ---- |
| 1.        | 「スポットライト」(MV)                                      |      |            | 3:42 |
| 2.        | 「TVアニメ「マギ シンドバッドの冒険」ノンクレジットOP映像」 |      |            |      |
| 合計時間: | 合計時間:                                                   | 3:42 |            |      |